# Skigebiet Kamienica

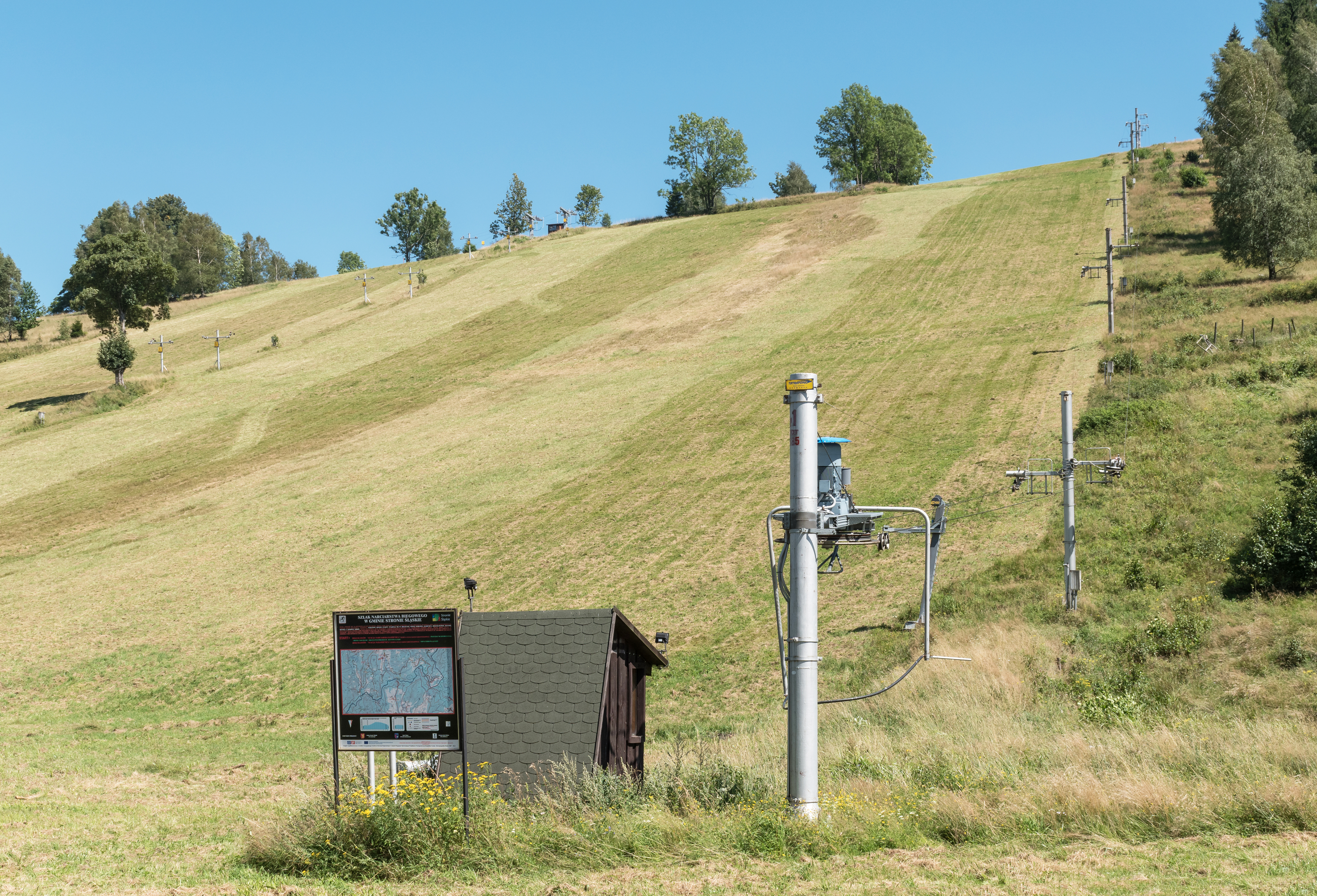
Skilift im Sommer

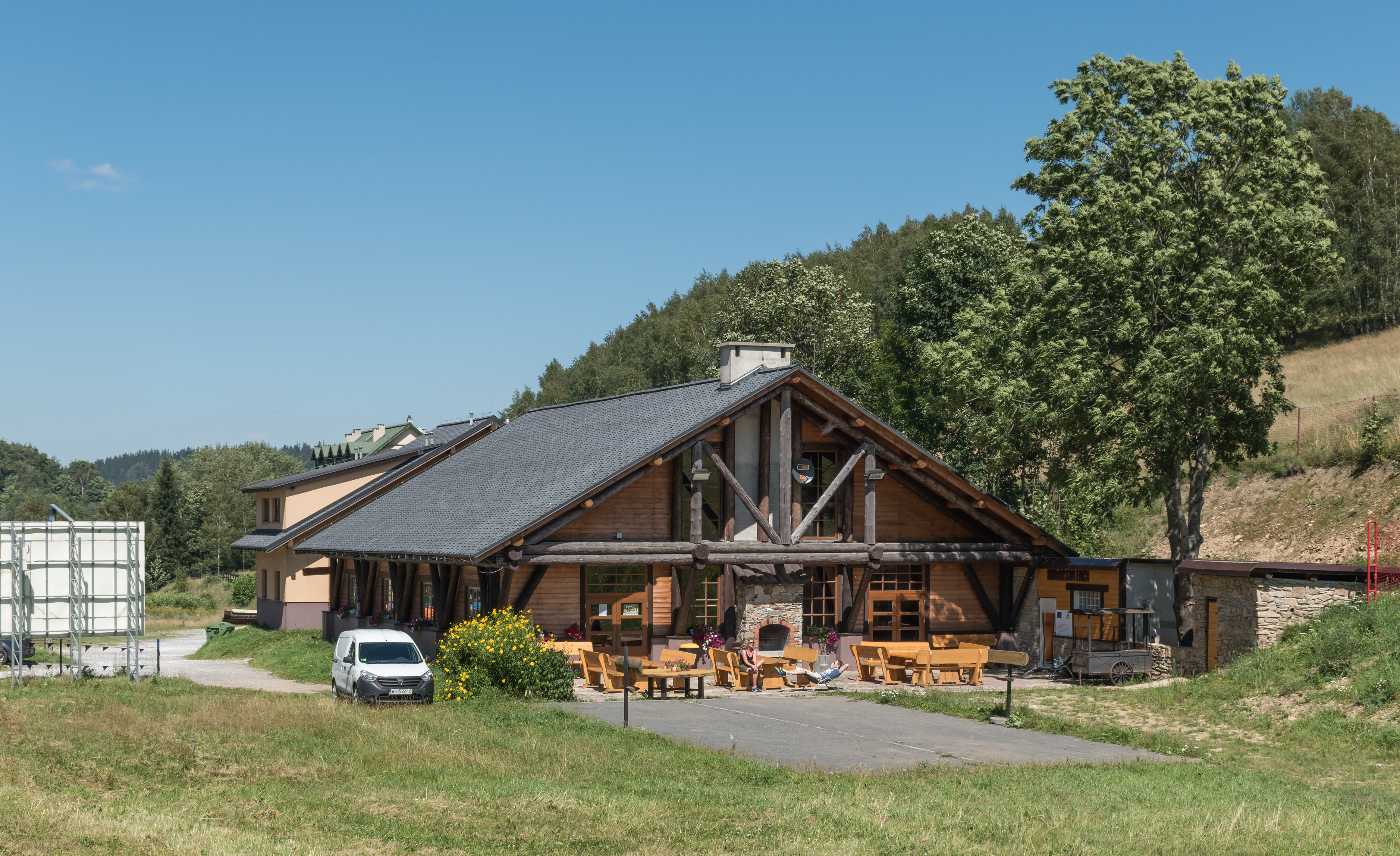
Untere Station im Sommer

Das Skigebiet Kamienica liegt auf den Hängen des Glatzer Schneebergs in dem polnischen Gebirgszug des Glatzer Schneegebirges auf dem Gemeindegebiet von Kamienica (deutsch Kamnitz) im Powiat Kłodzki in der Woiwodschaft Niederschlesien. Es befindet sich teilweise in der Nähe der Woiwodschaftsstraße 392. Das Skigebiet wird von dem Unternehmen Stacja Narciarska Kamienica Sp. z o.o. betrieben.

## Lage
Es gibt zwei rote (sehr schwierige) und zwei blaue Pisten. Die Gesamtlänge der Pisten umfasst etwa 1,4 Kilometer. Die längste Piste ist etwa 0,4 Kilometer lang.

## Beschreibung

### Skilifte
Im Skigebiet gibt es einen Sessellift und drei Tellerlifte. Insgesamt können bis zu 5800 Personen pro Stunde befördert werden.
Die Skilifte führen von Kamienica beziehungsweise den Mittelstationen bis knapp unter den Bergrücken der Zawada.
| Name  | Art        | Hersteller | Breite Personen | Länge (m) | Zeit (min) | Höhenunterschied (m) | Personen pro Stunde | Obere Station | Obere Station | Untere Station | Untere Station | Vmax (m/s) |
| Name  | Art        | Hersteller | Breite Personen | Länge (m) | Zeit (min) | Höhenunterschied (m) | Personen pro Stunde | Ort           | Höhe (m üNN)  | Ort            | Höhe (m üNN)   | Vmax (m/s) |
| ----- | ---------- | ---------- | --------------- | --------- | ---------- | -------------------- | ------------------- | ------------- | ------------- | -------------- | -------------- | ---------- |
| Bolek | Sessellift |            | 4               | 400       |            | 90                   |                     |               |               |                |                |            |
| 1     | Tellerlift |            | 1               | 436       |            | 104                  |                     |               |               |                |                |            |
| 2     | Tellerlift |            | 1               | 270       |            | 69                   |                     |               |               |                |                |            |
| 3     | Tellerlift |            | 1               | 270       |            | 69                   |                     |               |               |                |                |            |

### Skipisten
Von den Bergen führen acht Skipisten ins Tal.
| Name | Schwierigkeit | Start | Start        | Ziel | Ziel         | Länge (m) | Höhenunterschied (m) | Neigung (%) | Licht | Kunstschnee | FIS    | FIS | Anmerkungen |
| Name | Schwierigkeit | Name  | Höhe (m üNN) | Name | Höhe (m üNN) | Länge (m) | Höhenunterschied (m) | Neigung (%) | Licht | Kunstschnee | Nummer | bis | Anmerkungen |
| ---- | ------------- | ----- | ------------ | ---- | ------------ | --------- | -------------------- | ----------- | ----- | ----------- | ------ | --- | ----------- |
| 1    | Rot           |       |              |      |              |           |                      |             |       |             |        |     |             |
| 2    | Rot           |       |              |      |              |           |                      |             |       |             |        |     |             |
| 3    | Blau          |       |              |      |              |           |                      |             |       |             |        |     |             |
| 4    | Blau          |       |              |      |              |           |                      |             |       |             |        |     |             |

## Infrastruktur
Das Skigebiet liegt unmittelbar im Zentrum von Kamienica und ist mit dem Pkw erreichbar. An der unteren Station gibt es Parkplätze und mehrere Restaurants.